# Лавровский, Юлиан Григорьевич
Юлиан Григорьевич Лавровский (укр. Юліан Григорович Лаврівський; 27 августа 1819, с. Мшана близ г. Дукля Австрийская империя — 5 мая 1873, Львов, Австро-Венгрия) — галицкий общественный и политический деятель, видный деятель русофильского и украинофильского движения. Юрист. переводчик.

## Биография
Родился в семье греко-католического священника. Окончил юридический факультет Львовского университета. До 1848 года работал во Львовском краевом суде.
Во время революции 1848—1849 годов в Австрийской империи был членом «Русского Собора». В 1848 году участвовал в работе Собора русских учёных, возглавлял заседание юридической секции.
В 1861 году, благодаря его усилиям было основано общество славянофильского и патриотического направления «Русская беседа», а в 1864 году — Театр «Русской Беседы». В 1861 году Ю. Г. Лавровский был избран послом (депутатом) Галицкого краевого сейма, с 1870 года был его вице-председателем.
Позже перешёл на украинофильские позиции.
Выступал за достижение украинско-польского компромисса в Галиции, отстаивал равноправие украинцев во всех сферах общественно-политической жизни и краевой администрации.
В 1870—1873 годах возглавлял культурно-просветительное общество «Просвита». Будучи депутатом краевого сейма и председателем «Просвиты» активно добивался открытия кафедры истории Украины во Львовском университете, введение обучения на украинском языке во всех классах Львовской академической гимназии (удалось реализовать в 1874 году), способствовал распространению украинских учебников на Буковине и Карпатской Руси, налаживанию культурных связей с Восточной Украиной. Участвовал в создании при обществе «Просвита» стипендиальных фондов и развитии благотворительной деятельности.
В 1870 году Ю. Г. Лавровский основал народническую украинофильскую газету «Основа», издававшуюся во Львове (1870—1872). Перевёл на украинский язык австрийский гражданский кодекс.
Похоронен на Лычаковском кладбище Львова.